# L'experiment (pel·lícula de 2010)
L'experiment (títol original en anglès, The Experiment) és una pel·lícula de thriller dramàtica estatunidenca de 2009 dirigida per Paul T. Scheuring i protagonitzada per Adrien Brody, Forest Whitaker, Cam Gigandet, Clifton Collins, Jr. i Maggie Grace, sobre un experiment que s'assembla a l'experiment de la presó de Stanford de Philip Zimbardo del 1971. S'ha doblat i subtitulat al català.
La pel·lícula és una nova versió de la pel·lícula alemanya de 2001 L'experiment, que va ser dirigida per Oliver Hirschbiegel.